# 柬埔寨法院特別法庭

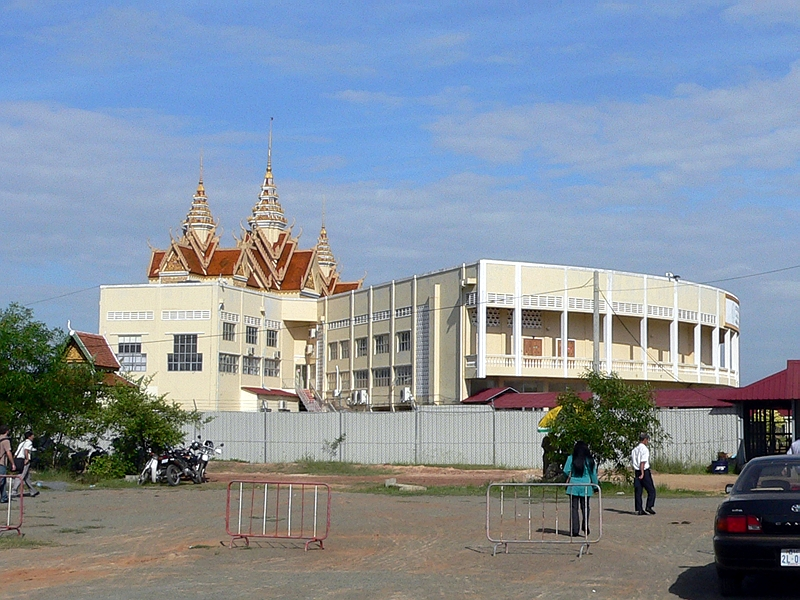
审判场所

柬埔寨法院特別法庭（angk chomnoumchomreah visaeamonhnh knong tolakar kampouchea，縮寫ECCC，縮寫CETC），又称红色高棉特别法庭（salakdei khmero kraham），是聯合國與柬埔寨王國政府在2003年6月簽署協議決定成立的特別法庭。主要是对被指在1970年代后期在柬埔寨犯下了种族灭绝罪、战争罪及危害人类罪等罪行的前红色高棉高級领导人进行审判。2007年6月12日，特別法庭通过了内部规则，标志着法庭开始运作。2009年2月，法庭正式开庭对前红色高棉成员进行审判。

## 法庭組成

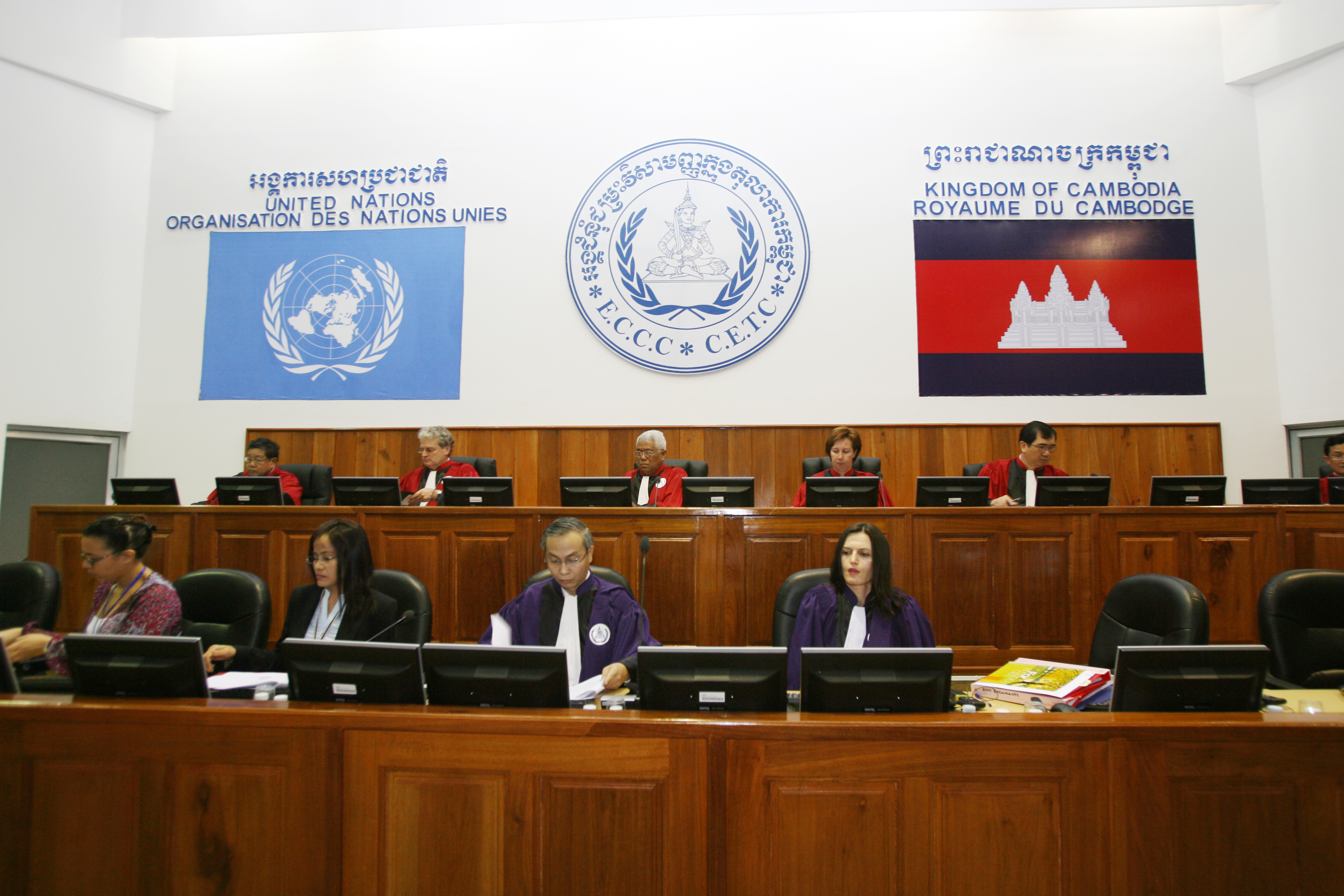
審判大廳

基于聯合國和柬埔寨簽訂的協議，審判是由柬埔寨本國法官和國際法官共同主持的。
其中，預審庭和審判庭都是由三名柬埔寨籍法官和兩名外國籍法官組成，而最高法庭則是由四名柬埔寨籍和三名外國籍法官組成。各法庭還有一至兩名預備法官。所有外國籍法官均是由柬埔寨最高法院長官從聯合國秘書長的提名名單中挑選和任命的。
各法官任期至特別法庭的審判完畢為止。
現任的法官有：
最高法庭
| 法官                         | 國籍     |
| ---------------------------- | -------- |
| 野口元郎                     | 日本     |
| Chandra Nihal Jayasinghe     | 斯里蘭卡 |
| Agnieszka Klonowiecka-Milart | 波蘭     |
| H.E. Kong Srim               | 柬埔寨   |
| Som Sereyvuth                | 柬埔寨   |
| Sin Rith                     | 柬埔寨   |
| Martin Karopkin（后備）      | 美國     |
| Mong Monichariya（后備）     | 柬埔寨   |

審判庭
| 法官                 | 國籍   |
| -------------------- | ------ |
| 西爾維亞·卡特賴特    | 新西蘭 |
| Jean-Marc Lavergne   | 法國   |
| Nil Nonn             | 柬埔寨 |
| Thou Mony            | 柬埔寨 |
| Ya Sokhan            | 柬埔寨 |
| Claudia Fenz（后備） | 奧地利 |
| You Ottara（后備）   | 柬埔寨 |

預審庭
| 法官                 | 國籍     |
| -------------------- | -------- |
| Katinka Lahuis       | 荷蘭     |
| Rowan Downing        | 澳大利亞 |
| H.E. Prak Kimsan     | 柬埔寨   |
| Hout Vuthy           | 柬埔寨   |
| H.E. Ney Thol        | 柬埔寨   |
| Pen Pichsaly（后備） | 柬埔寨   |

控方
- Robert Petit
- Chea Lang

調查法官
- Marcel Lemonde
- You Bun Leng

辯方
- Rupert Skilbeck

## 被告人
- 农谢：红色高棉二号人物，柬埔寨共产党中央委员会副书记，民柬全国人大常委会委员长。被特别法庭判处终身监禁，于2019年8月因病去世。
- 英沙里：红色高棉三号人物，民柬政府副总理兼外交部长。于2013年3月在审判期间逝世，对他的审判随之终止。
- 乔森潘：红色高棉四或五号人物，曾任民柬国家主席团主席、政府总理。1985年后任党总书记，名义上取代波尔布特为红色高棉最高领导人。被特别法庭判处终身监禁，目前在服刑。
- 康克由：金边的S-21集中營指挥官。被特别法庭判处终身监禁，2020年9月2日因病去世。
- 英蒂迪：紅色高棉社会事务部长。在2012年9月由于患病“不适宜受审”而被释放，于2015年8月因病去世。

## 判决
2010年7月26日，特别法庭判决康克由以战争罪和反人类罪处以其35年有期徒刑。2010年3月，康克由律师向法院提起上诉，请求将他立即释放。2012年2月3日，特別法庭驳回了其上诉，并改判无期徒刑。
2014年8月7日，農謝與喬森潘因危害人類罪被特別法庭判處終身監禁。

## 外部連結
- 柬埔寨法院特別法庭官方網站 （页面存档备份，存于）
- 聯合國支援紅色高棉審判—官方網站 （页面存档备份，存于）
- 紅色高棉審判的任務
- Tribunal News from the Cambodian Genocide Program （页面存档备份，存于） 耶魯大學
- 審判最新消息 （页面存档备份，存于） Genocide Watch